# Luis Solignac
Luis Solignac est un footballeur argentin né le 16 février 1991 à Buenos Aires. Il joue au poste d'attaquant au Locomotive d'El Paso en USL Championship.

## Biographie
Lors de la saison 2014, il inscrit 14 buts au sein du championnat finlandais, avec le club de l'IFK Mariehamn .